# Montauro
Montauro  község (comune) Olaszország Calabria régiójában, Catanzaro megyében.

## Fekvése
A megye keleti részén fekszik, a Jón-tenger partján. Határai: Gasperina, Montepaone, Palermiti, Squillace és Stalettì.

## Története
A település első említése Mentaurum néven a 9. századból származik, de valószínűleg már korábban létezett. Középkori épületeinek nagy része az 1783-as calabriai földrengésben elpusztult. A 19. század elején vált önálló községgé, amikor a Nápolyi Királyságban felszámolták a feudalizmust.

## Népessége
A népesség számának alakulása:

## Főbb látnivalói
- Palazzo Terracini
- Palazzo Spadea
- Palazzo Pellegrini
- Palazzo Madonna
- Madonna dello Zalarmichello-templom
- San Pantaleone-templom
- Sant’Anna-templom